# Holy Moses

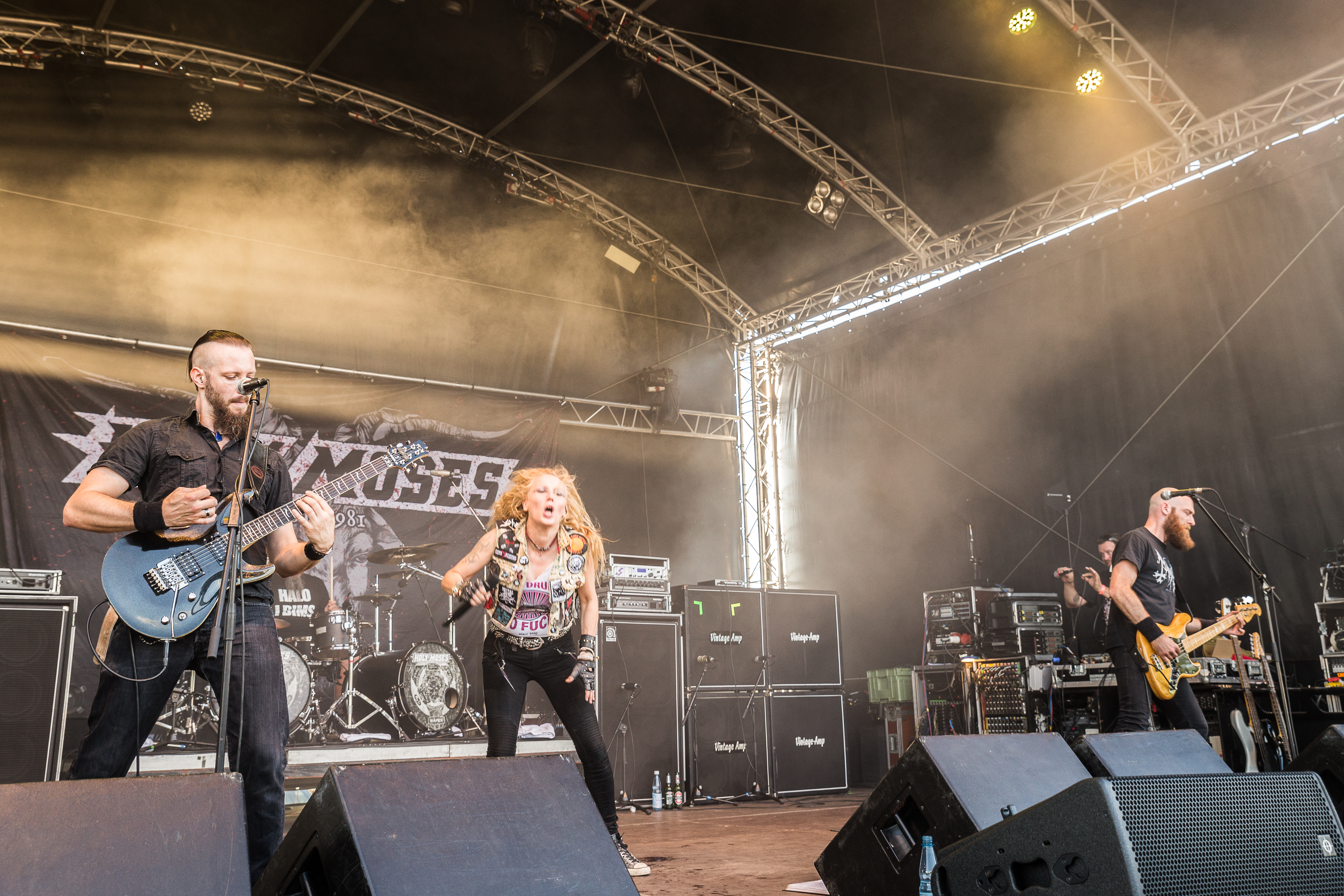
Holy Moses у 2018

Holy Moses — німецький треш-метал гурт з Ахена. 
Holy Moses засновано 17 жовтня 1980 року Йохеном Фюндерсом, Рамоном Брюсслером і Петером Вондерштейном. Оригінальне тріо дебютувало з демо Black Metal Masters до кінця року.
Спочатку була тріо, до складу якого входили гітарист і вокаліст Йохен Фюндерс, басист Рамон Брюсслер і барабанщик Пітер Вондерштайн. Після низки ранніх змін у складі гурт зупинився на своєму першому постійному складі в грудні 1981 року з додаванням вокалістки Сабіни Гірц (пізніше Классен), поряд з гітаристом Енді Классеном, Брюсслером і барабанщиком Полом Лінзенічем. Поточний склад Holy Moses включає Сабіну Классен, басиста Томаса Нейча (з 2008 року), барабанщика Герда Люкінга (з 2011 року) та гітариста Пітера Гельтата (з 2012 року).

## Інтернет-ресурси
- Holy Moses on Facebook